# Tiruchinnam
Tiruchinnam (Tamil திருச்சின்னம் tirucciṉṉam [ˈt̪iɾɯt͡ʃinːʌm]), auch tirucinnam, tiruchchinnam, thiru-chinnam,  ist eine gerade Naturtrompete aus Messing, die im südindischen Bundesstaat Tamil Nadu bei religiösen Ritualen verwendet wird. Im Unterschied zu anderen Zeremonialtrompeten, die allgemein paarweise von zwei Musikern gespielt werden, und zu wohl sämtlichen Trompeten, spielt üblicherweise ein Musiker zwei tiruchinnam zugleich. Tiru bedeutet auf Tamil „heilig“ und chinnam steht für „Blasinstrument“.

## Herkunft und Verbreitung
Instrumentenkundlich umfasst die große Gruppe der Trompeten Blasinstrumente aus unterschiedlichen Materialien und Formen (Metallblech, Holz, Kalebasse, Schneckenhorn) mit oder ohne Mundstück, deren Ton durch Vibration der Lippen, die Luftschwingungen in einer Röhre erzeugen, hervorgebracht wird. Vielen Trompeteninstrumenten wird bis heute eine seit alter Zeit bestehende magisch-religiöse Bedeutung zugesprochen. Eine solche Assoziation kommt in gleicher Weise auch in den Erzählungen über Flöten, besonders Hirtenflöten (vgl. die Hirtenflöte kaval) zum Ausdruck. Während die vielfältigen musikalischen Möglichkeiten der Flöte bis zur Vorstellung von einer magischen „Flötensprache“ für die Kontaktaufnahme mit der jenseitigen Sphäre geführt haben, blieben die einfachen Trompeten auf die Produktion von wenigen Tönen beschränkt, weshalb sie sich für kaum mehr als die Übertragung von Signalen bei der Jagd (Jagdtrompeten), bei religiösen Kulten und bei bewaffneten Auseinandersetzungen (Militärtrompeten) eignen. Wegen ihrer Anblastechnik schied bei der Trompete die Entwicklung zur aus mehreren Eintonflöten gebündelten Panflöte aus, dafür entstanden in Afrika melodiefähige Orchester aus einer Reihe von Trompeten (beispielsweise der waza an der Grenze von Sudan und Äthiopien), mit denen ein Musiker jeweils nur einen Ton erzeugt. Die rituelle Erfordernis, Melodien zu spielen wie bei Orchestern mit Eintonflöten, etwa der zentralafrikanischen hindewhu, oder mit den strukturell verwandten Russischen Hörnern (gerade Metalltrompeten, die ein oder zwei Naturtöne hervorbringen) besteht bei den zeremoniell in Asien eingesetzten Trompeten nicht, die fast überall nur paarweise verwendet werden. Eine entsprechende Entwicklung zu Melodieinstrumenten wie in Afrika oder ganz anders in Europa blieb bei den asiatischen Trompeten aus. Die einzig in größerer Zahl in der Tempelmusik von Kerala eingesetzten gebogenen Metalltrompeten kombu dienen auch nicht der Melodiebildung, sondern gelten nach ihrer Funktion in den großen Trommelorchestern als Rhythmusinstrumente.
Zur Herkunft von in religiösen Ritualen verwendeten Metalltrompeten in Indien seit der vedischen Zeit und zu ihrer Verbreitung mit der arabisch-persischen Tradition in der Mogulzeit als Zeremonialinstrument bei festlichen Anlässen siehe Bhankora.

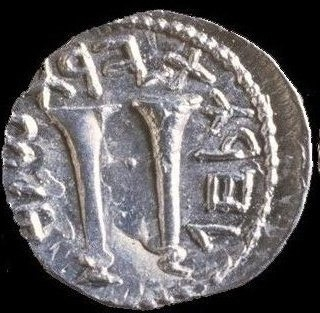
Zwei chazozra auf einer Bar-Kochba-Münze

Eine gerade Trompete ist vermutlich erstmals auf einem sumerischen Steinrelief abgebildet, das auf etwa 2600 v. Chr. datiert wird, ein endgeblasenes Horn aus Kupfer von dort wird um 2400 v. Chr. als Ritualinstrument erwähnt. Annähernd so alt sind die Originale kleiner Metalltrompeten vom Iranischen Hochland. Bronzezeitliche Luren, die ab dem Ende des 2. Jahrtausends bis zur Mitte des 1. Jahrtausends v. Chr. in Nordeuropa meist paarweise gefunden wurden, stellen nach ihrer gekrümmten Form und ihrer Zahl vermutlich Nachahmungen von zuvor rituell geblasenen Ochsenhörnern dar. Hörner wie das orientalische Widderhorn schofar hatten seit jeher eine spezifisch magisch-religiöse Bedeutung, während die ebenfalls mehrfach im Alten Testament erwähnte gerade Metalltrompete chazozra nicht nur für religiöse Rituale, sondern auch als Symbol weltlicher Macht fungierte. Die chazozra war etwa 40 Zentimeter lang und wurde aus gehämmertem Silberblech hergestellt, wie sich aus den biblischen Texten ergibt. Ob sie auf das altägyptische Trompetenpaar (scheneb) aus dem Grab des Tutanchamun (14. Jahrhundert v. Chr.) zurückgeht oder mit phönizischen Trompeten in Verbindung steht, ist nicht geklärt.
Altindische Abbildungen aus dem 1. Jahrhundert v. Chr. belegen die in vedischen Texten aus dem 1. Jahrtausend v. Chr. erwähnte Verwendung von Schneckenhörnern und Langtrompeten, die bis heute zum zeremoniellen Instrumentarium in Indien und angrenzenden Regionen gehören. Gerade Langtrompeten mit einer konischen Röhre sind in Nordindien als karna (karnat, karana) bekannt und stammen nach ihrer Namensverwandtschaft mit Persisch qarnā, Latein cornu und Keltisch corn aus Westasien. Eine konische Röhre mit einem breiten Schallbecher besitzen auch die aus Messing oder Kupfer bestehenden Trompeten im Himalaya und seinen Randgebieten, darunter die von tibetischen Mönchen gespielte thun chen in Ladakh oder dungchen in Tibet, die ponga der Newar in Nepal und die bhankora in Uttarakhand. Die lange bhungal in Rajasthan hat eine zweiteilige konische Röhre aus Bronze. Die Oraon, eine Adivasi-Gruppe in Bihar, verwenden die knapp 105 Zentimeter lange zylindrische Kupfertrompete bhenr. In Tamil Nadu sind neben der tiruchinnam noch die längere, überwiegend zylindrische Metalltrompete ekkalam und die gowri kalam mit einer dreiteiligen konischen Röhre in Gebrauch. Außer den geraden Metalltrompeten gibt oder gab es in Tamil Nadu noch die seltene Trompete konattararai mit einem konischen, leicht gebogenen Rohr, die stets paarweise bei hinduistischen Tempelritualen gespielt wurde.

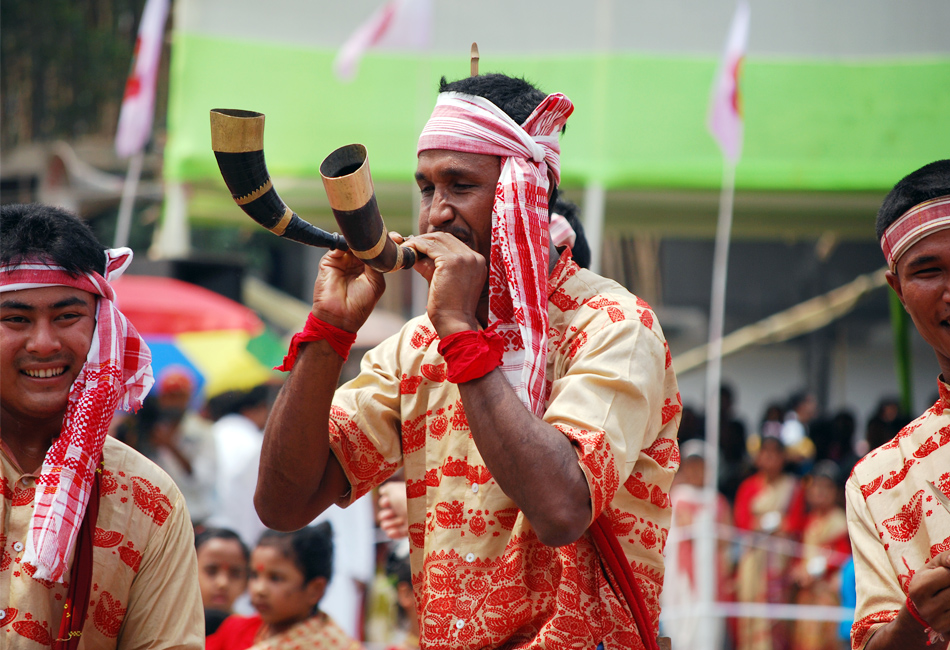
Zwei Hornpfeifen pepa mit Einfachrohrblättern in Assam.

Die Besonderheit der tiruchinnam gegenüber wahrscheinlich allen anderen Trompeten ist das gleichzeitige Spiel von zwei Instrumenten durch einen Musiker. Diese Spielweise kommt in Südasien bei einigen Doppelflöten vor, so bei der nordindischen alghoza und in Pakistan bei der doneli. Gedoppelte Rohrblattinstrumente mit zwei separaten Spielröhren nach dem Vorbild des antiken griechischen aulos erscheinen auf altindischen Reliefs im nordwestlichen Indien (am Stupa von Sanchi, 1. Jahrhundert v. Chr., und in Gandhara, 2./3. Jahrhundert n. Chr.), wenn auf die Anwesenheit von fremden Musikern aus dem Westen hingewiesen werden soll. Später verschwanden sie aus der indischen Musik. Eine seltene Ausnahme ist die in der regionalen Volksmusik in Assam gespielte Hornpfeife pepa.
Curt Sachs (1940) stellt nach Form und Größe eine Beziehung zwischen der tiruchinnam und altägyptischen und assyrischen Trompeten her. Diese Beziehung dient ihm neben der sprachlichen Verwandtschaft der altägyptischen mit der altindischen Bogenharfe – ban, ben oder bain in Ägypten, bin oder vina in Indien – als ein Beleg für die These zur Herkunft einer hochstehenden dravidischen Kultur aus Mesopotamien oder Ägypten ab dem 3. Jahrtausend v. Chr., bevor die Draviden von den eingewanderten Ariern nach Südindien abgedrängt wurden.
Anders als diese von B. C. Deva (1978) und Edward Tarr (1988) wiederholte These eines durch Seehandel ermöglichten Kulturtransfers vom Alten Ägypten nach Indien ist eine Ausbreitung der indischen Kultur in den ersten nachchristlichen Jahrhunderten von der ostindischen Küste nach Südostasien historisch nachgewiesen. So findet sich das am Borobudur (9. Jahrhundert) auf Java abgebildete Schneckenhorn, Sanskrit shankha, modernes Hindi shankh, in der altjavanischen Literatur als cangka, maracangka und sungu. Bei hinduistischen Ritualen auf Bali wird das sangka und sungu genannte Schneckenhorn bis heute verwendet. In altjavanischen Texten kommt zwar nicht der Sanskritname karana (karna, kaha) für eine Metalltrompete vor, dafür werden die mutmaßlich verwandten Bezeichnungen für Trompeten kahala, kalaha und kala auch im Zusammenhang mit cangka mehrfach erwähnt. Auf einem Relief am Candi Jawi (Jawi-Tempel), der im 13. Jahrhundert zur Zeit des indisierten Königreichs Singhasari auf Java gebaut wurde, sind zwei konische Trompeten nach indischen Vorbildern zu sehen. Außergewöhnlich ist, dass beide Trompeten von einem Musiker geblasen werden, der sie in einem Winkel von etwa 45 Grad nach oben richtet. Jaap Kunst (1927) hält die dargestellten Blasinstrumente für identisch mit der heutigen Doppeltrompete tiruchinnam.

## Bauform und Spielweise

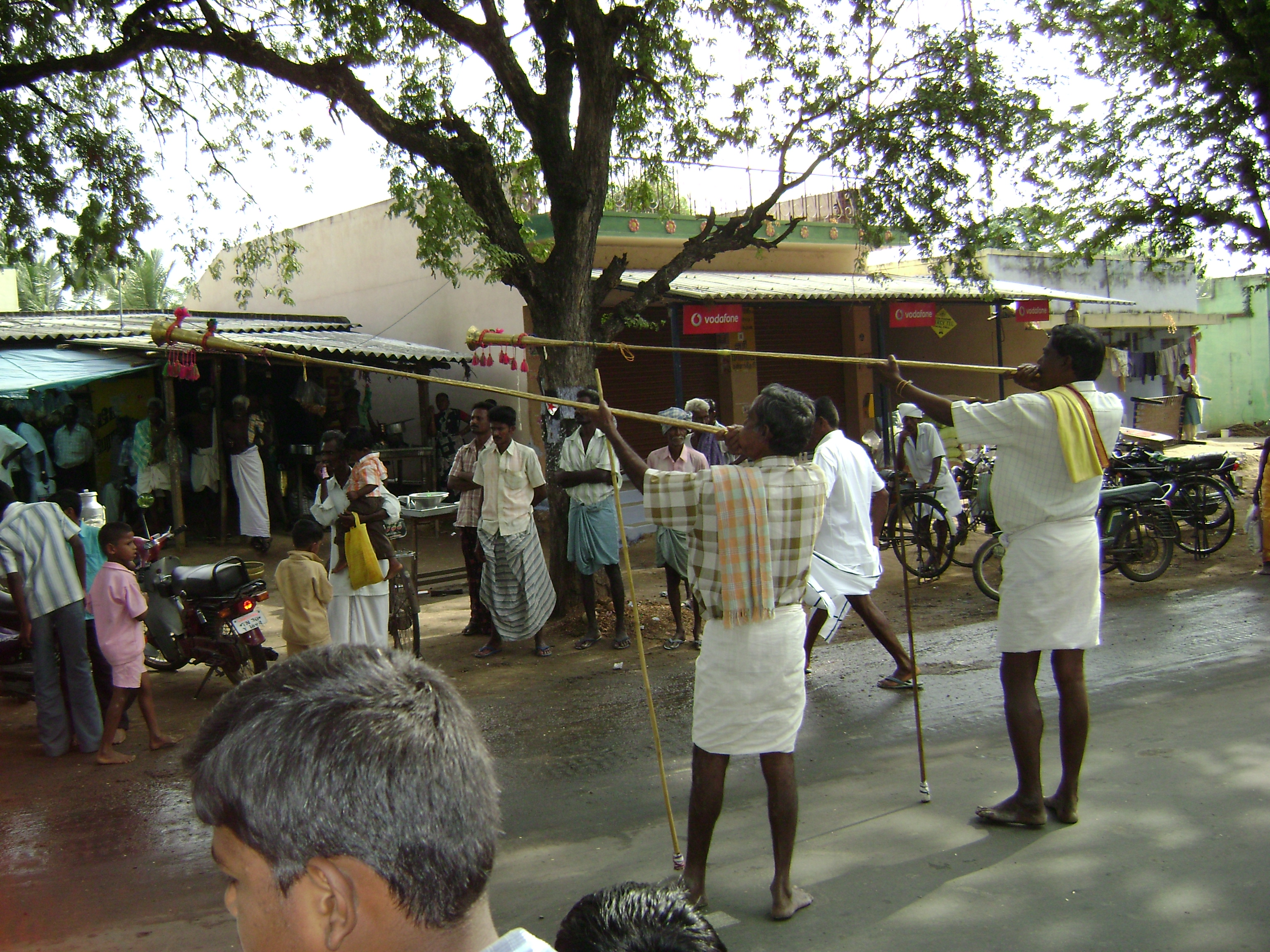
Zwei ekkalam in Tamil Nadu mit einer wie bei der tiruchinnam zylindrischen, aber wesentlich längeren Messingröhre.

Die tiruchinnam besteht aus einer relativ dünnen zylindrischen Messingröhre, an die mit einem breiten Wulst an der Verbindungsstelle ein konischer Schallbecher angesetzt ist, der in einem flachen Teller endet. Die Gesamtlänge beträgt etwa 75 Zentimeter. Ein Mundstück fehlt wie bei einigen anderen indischen Trompeten; in diesem Fall wäre es ansonsten nicht möglich, dass ein Musiker zwei Instrumente zugleich anbläst. Hierbei wird jede Trompete mit einer Hand im oberen Drittel der Röhre umfasst und gegen die Lippen gedrückt, sodass sie zueinander einen spitzen Winkel bilden. Eine einzeln gespielte tiruchinnam wird mit der zweiten Hand zusätzlich am Mund gehalten. Üblicherweise sind zwei tiruchinnam in der Mitte durch eine Schnur miteinander verbunden. Während die Spieler von Doppelflöten oder gedoppelten Rohrblattinstrumenten mit der zweiten Spielröhre üblicherweise einen Bordunton zur Melodie ergänzen, sollen mit zwei zugleich geblasenen tiruchinnam von annähernd gleicher Stimmung die wenigen Töne lediglich verstärkt werden.
Neben ihrer rituellen Funktion beim Tempeldienst wurde die tiruchinnam früher auch von Bettlern und der niedrigstehenden Kaste der Dasaris auf der Straße geblasen. Für die indische Tempelmusik werden ausschließlich Trommeln, Idiophone und Blasinstrumente verwendet, keine Saiteninstrumente. In Tamil Nadu an Tempeln gespielte Blasinstrumente sind shankh (Schneckenhorn), bhuri (gebogenes Messinghorn), ekkalam (gerade Trompete aus Messing oder Kupfer), tiruchinnam und kombu (im Halbkreis oder S-förmig gebogene Metalltrompete).
Die selten eingesetzte tiruchinnam gehört zu den mangala vadyam (den „glückverheißenden, segenstiftenden Musikinstrumenten“) und wird an Vishnu-Tempeln am Beginn einer Zeremonie und während der Prozession gespielt. Die tiruchinnam wurde auch manchmal an Shiva geweihten Tempeln eingesetzt, etwa mit nur einem Instrument am Tyagaraja-Tempel in Tiruvarur. Meist gehört die tiruchinnam zur Kultmusik von Dorftempeln wie die weiteren Instrumente kanjira (kleine Rahmentrommel mit einer Schelle), pambai (Doppeltrommel), davandai (Sanduhrtrommel), udukai (kurze Version der Sanduhrtrommel idakka), thambattam (große Kesseltrommel aus Ton) und silambu (Fußschellen von Tänzerinnen).